# Danh sách nhà soạn nhạc Ý

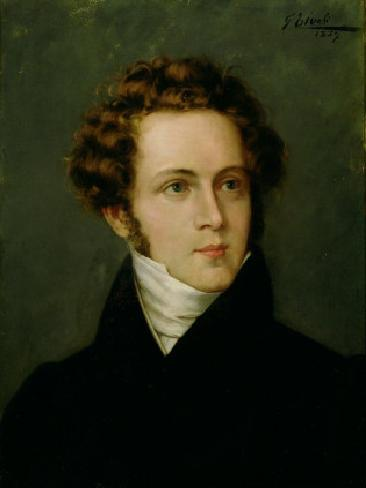
Vincenzo Bellini

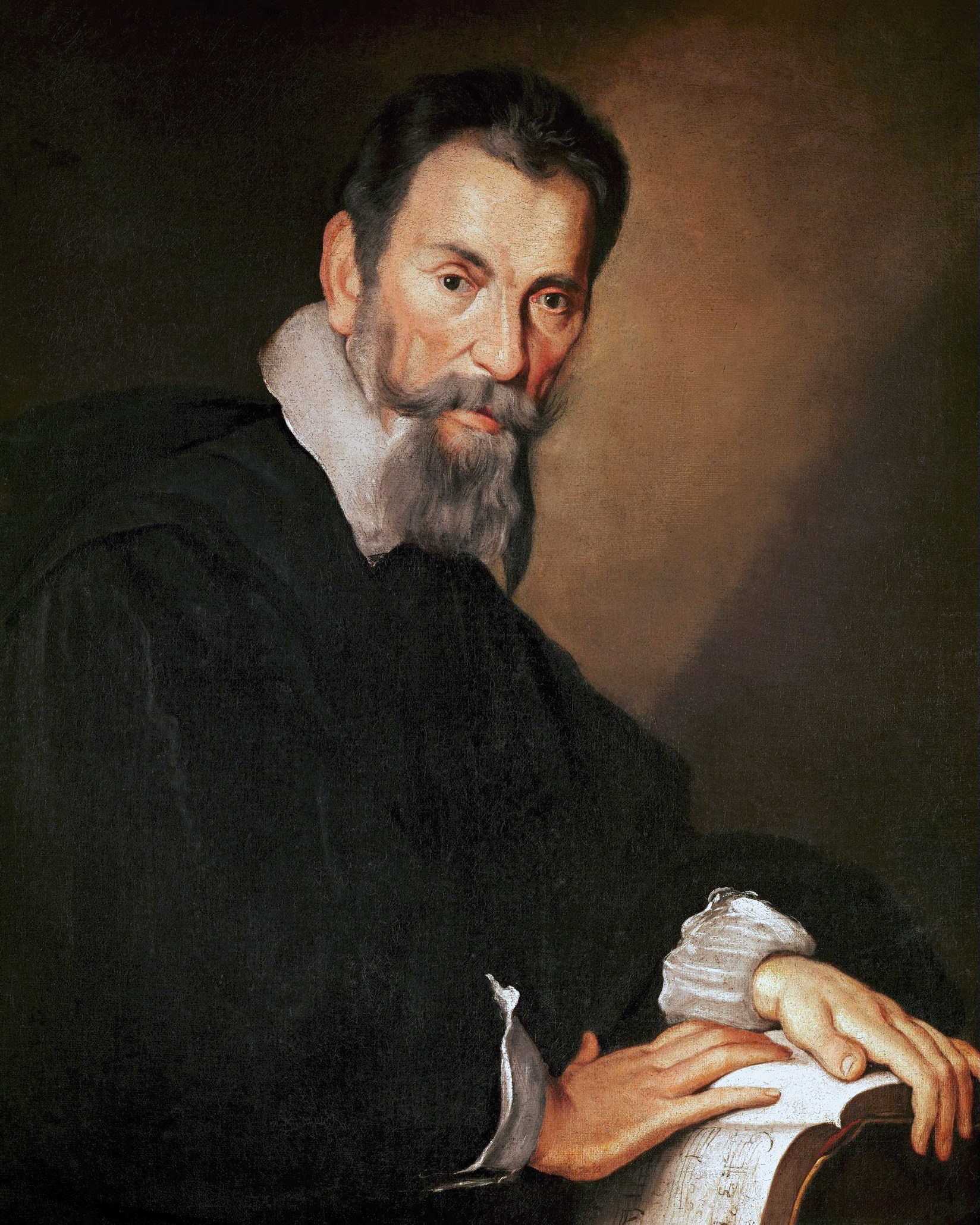
Claudio Monteverdi

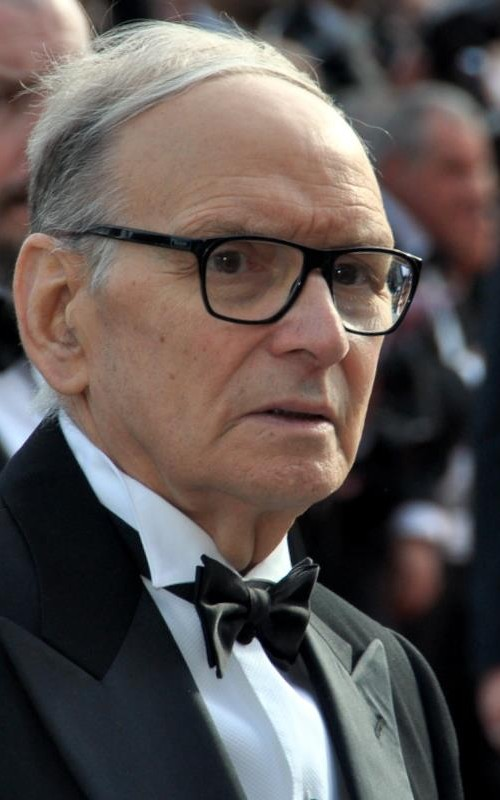
Ennio Morricone

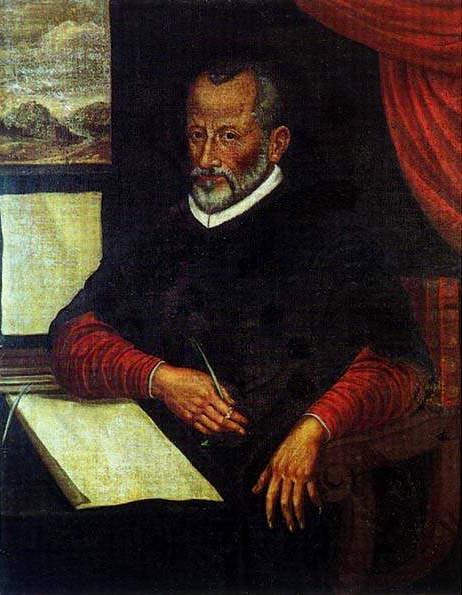
Giovanni Palestrina

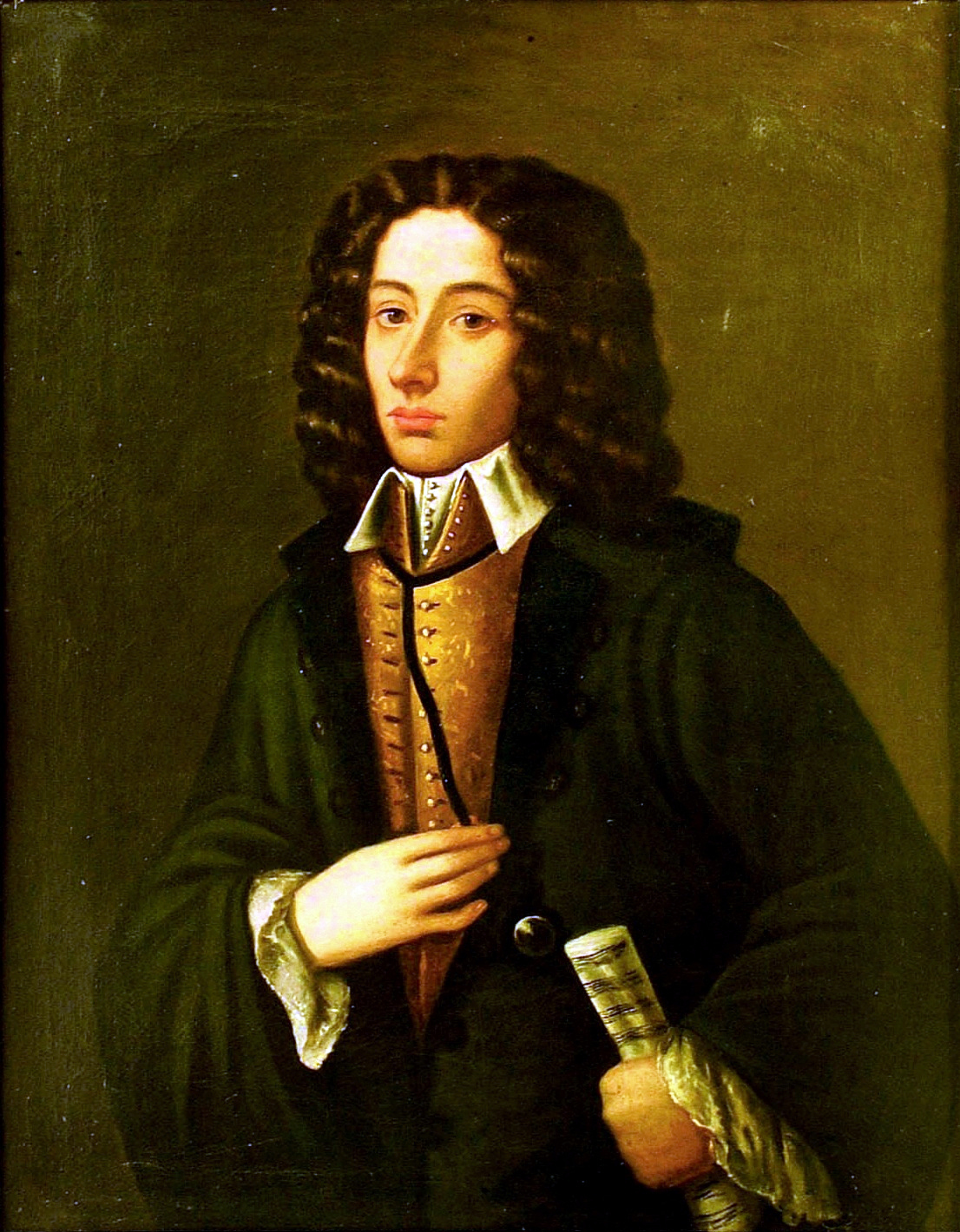
Giovanni Battista Pergolesi

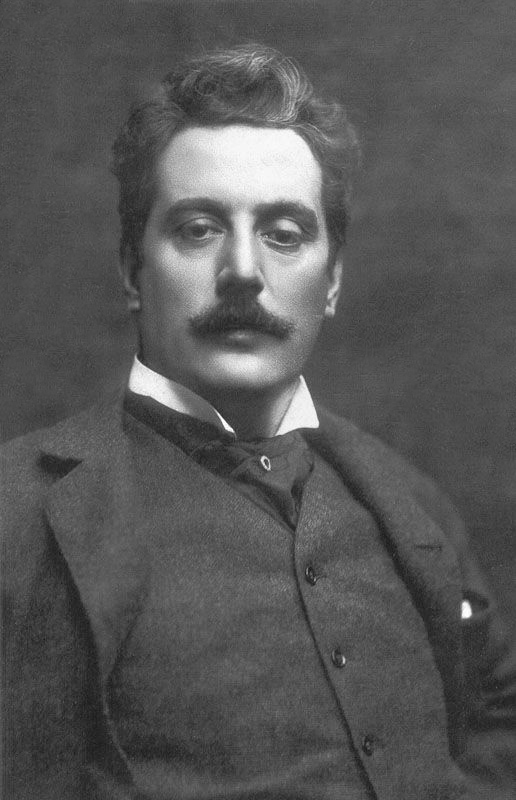
Giacomo Puccini

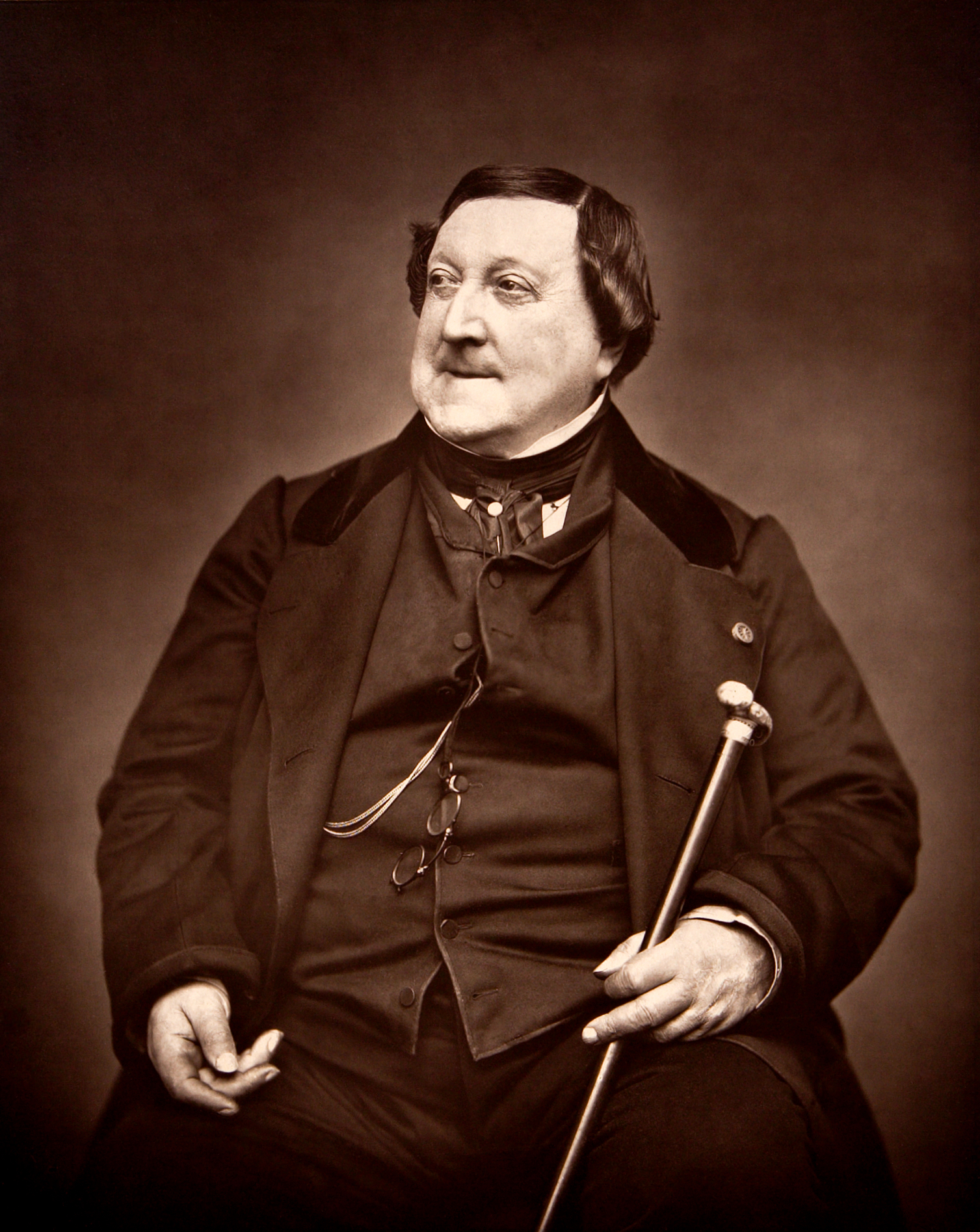
Gioachino Rossini

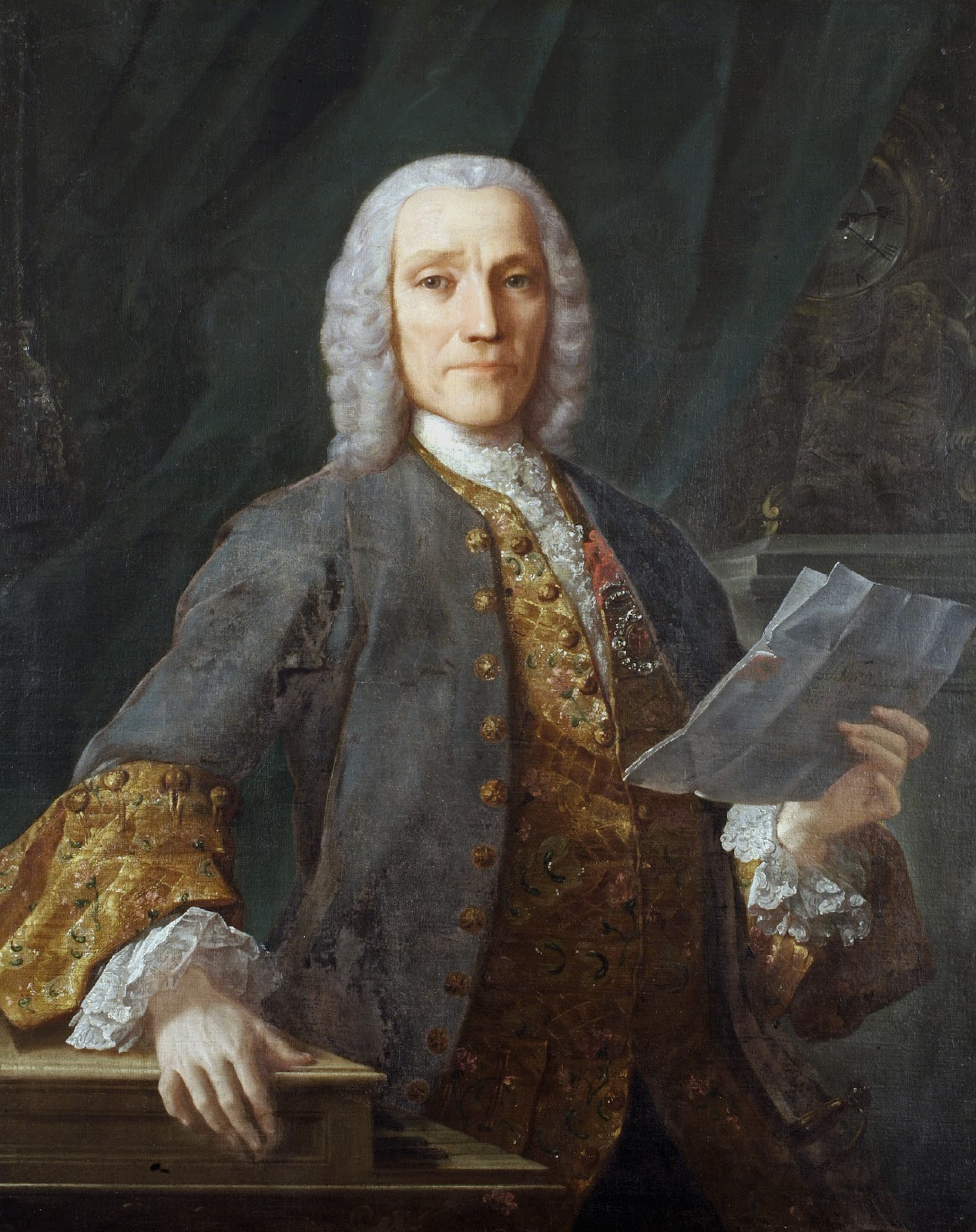
Domenico Scarlatti

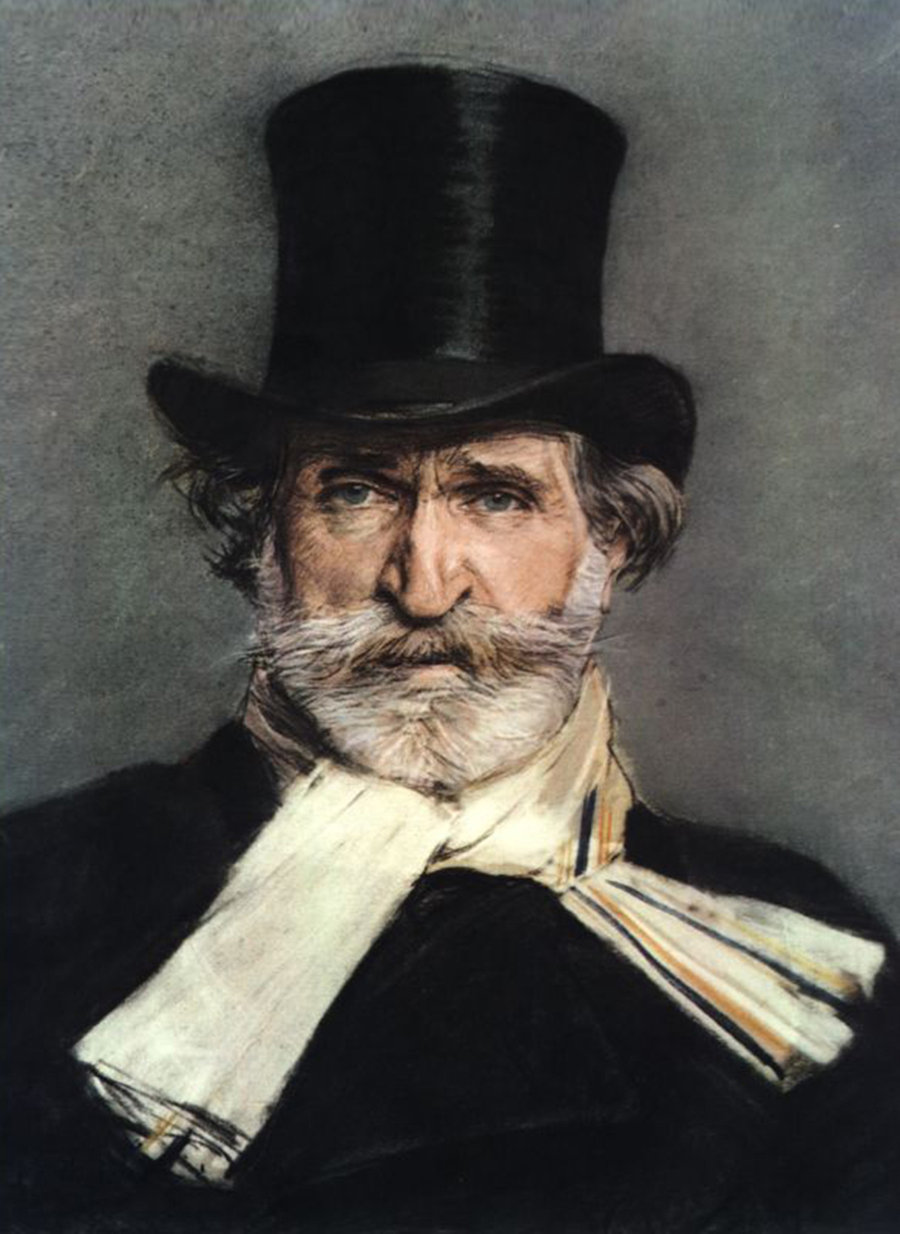
Giuseppe Verdi

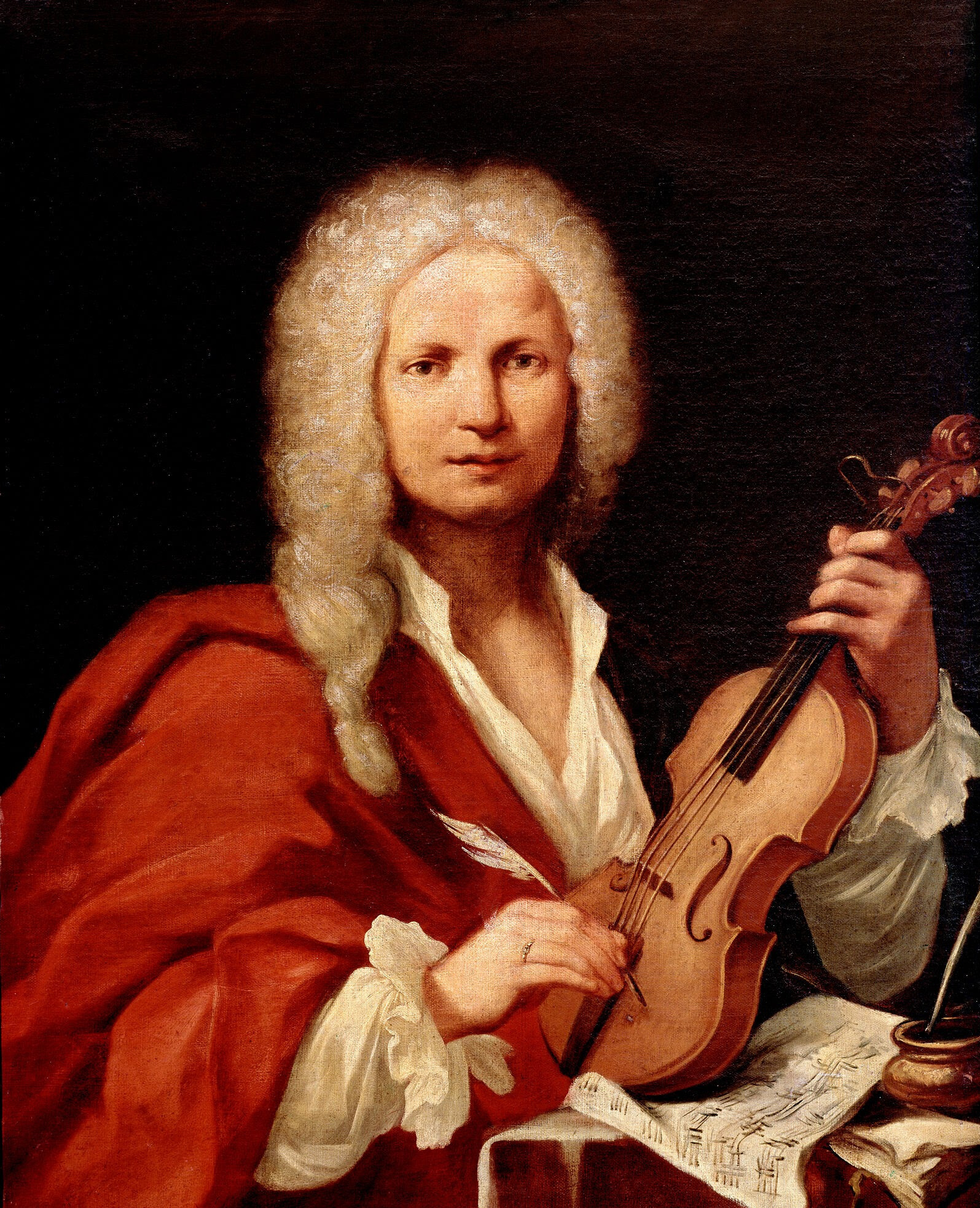
Antonio Vivaldi

Đây là một danh sách theo thứ tự bảng chữ cái Latinh các nhà soạn nhạc từ Ý, những người có mức độ nổi tiếng được thiết lập nên từ các nguồn đáng tin cậy từ các bài viết Wikipedia khác.
Các bức chân dung bên phải là mười trong số những nhà soạn nhạc nổi bật nhất của Ý, theo một đánh giá đã được công bố.
Đây là một danh sách chưa hoàn tất, và có thể sẽ không bao giờ thỏa mãn yêu cầu hoàn tất. Bạn có thể đóng góp bằng cách mở rộng nó bằng các thông tin đáng tin cậy.

## A
- Joseph Abaco (1710–1805), tên khai sinh Giuseppe Marie Clément Ferdinand dall'Abaco
- Marcello Abbado (1926–2020)
- Antonio Maria Abbatini (1595–sau 1679)
- Girolamo Abos (1715–1760)
- Andrea Adolfati (1721/22–1760)
- Giovanni Battista Agneletti (h.đ. 1656–1673)
- Maria Teresa Agnesi Pinottini (1720–1795)
- Lodovico Agostini (1534–1590)
- Paolo Agostino (k.1583–1629)
- Pirro Albergati (1663–1735)
- Domenico Alberti (k.1710–1740)
- Gasparo Alberti (k.1485–k.1560)
- Innocentio Alberti (k.1535–1615)
- Ignazio Albertini (1644–1685), được biết đến qua tên gọi Albertino
- Tomaso Albinoni (1671–1751), Nhà soạn nhạc opera và bản tấu nhạc cụ người Venezia, khúc "Adagio in G minor" là dựa vào các tác phẩm của ông
- Vincenzo Albrici (1631–1695/96)
- Giovanni Maria Alemanni (h.đ. 1500–1525)
- Raffaella Aleotti (k.1570–sau 1646)
- Vittoria Aleotti (k.1575–sau 1620), chị em gái của Raffaella hoặc có thể là cùng một người
- Felice Alessandri (1747–1798)
- Alessandro Alessandroni (1925–2017)
- Franco Alfano (1875–1954)
- Salvatore Allegra (1898–1993)
- Domenico Allegri (k. 1585–1629)
- Gregorio Allegri (1582–1652), tác giả của bản nhạc nổi tiếng Miserere, được sao chép bằng trí nhớ chỉ qua duy nhất hai lần nghe bởi Mozart khi 14 tuổi
- Filippo Amadei (h.đ. 1690–1730)
- Gaetano Amadeo (1824–1893)
- Marco Ambrosini (sinh 1964)
- Felice Anerio (k.1560–1614)
- Giovanni Francesco Anerio (k.1567–1630)
- Pasquale Anfossi (1727–1797)
- Giovanni Animuccia (k.1500–1571)
- Paolo Animuccia (tạ thế 1563)
- Andrea Antico (k.1480– sau 1538)
- Giovanni Giacomo de Antiquis (?–1608)
- Pietro Antonacci (k.1710–k.1777)
- Antonello da Caserta (cuối thế kỷ thứ 14 – đầu thế kỷ thứ 15)
- Antonio da Cividale (h.đ. 1392–1421)
- Giuseppe Apolloni (1822–1889)
- Francesco Araja (1709–1762/70)
- Attilio Ariosti (1666–1729)
- Pietro Aron (k.1480– sau 1545)
- Giovanni Artusi (k.1540–1613)
- Giammateo Asola (1532 hoặc sớm hơn –1609)
- Caterina Assandra (k.1590–sau 1618)
- Gennaro Astarita (k.1745/49–1805)
- Emanuele d'Astorga (1680–1757)
- Pietro Auletta (1698–1771)
- Giuseppe Avitrano (k.1670–1756)
- Filippo Azzaiolo (k.1530/40–sau 1570)

## B
- Ippolito Baccusi (k. 1550–1609)
- Rosa Giacinta Badalla (k. 1660–k. 1710)
- Pietro Baldassare (k. 1683–sau 1768)
- Paolo Baltaro (sinh 1967)
- Adriano Banchieri (1568–1634)
- Banda Osiris (nhóm nhạc, khánh thành 1980)
- Emanuele Barbella (1718–1777)
- Giovanni de' Bardi (1534–1612)
- Sergio Bardotti (1939–2007)
- Francesco Barsanti (1690–1775)
- Girolamo Bartei (k. 1570–k. 1618)
- Bartolino da Padova (h.đ. k. 1365 – k. 1405)
- Erasmo di Bartolo (1606–1656)
- Bartolomeo da Bologna (h.đ. 1405–1427)
- Bartolomeo degli Organi (1474–1539)
- Angelo Michele Bartolotti (tạ thế trước 1682)
- Bruno Bartolozzi (1911–1980)
- Domenico Bartolucci (1917–2013), hồng y, giám đốc của Ca đoàn nhà nguyện Sistine
- Pippo Barzizza (1902–1994)
- Giulio Bas (1874–1929)
- Giovanni Battista Bassani (k. 1650–1716)
- Orazio Bassani (trước 1570–1615), hoặc Orazio della Viola
- Giovanni Bassano (k. 1561–1617)
- Franco Battiato (1945–2021)
- Leda Battisti (sinh 1971)
- Lucio Battisti (1943–1998)
- Antonio Bazzini (1818–1897)
- Giuseppe Becce (1877–1973)
- Gianni Bella (sinh 1947)
- Lodovico Bellanda (k.1575–sau 1613)
- Vincenzo Bellavere (k.1540/41–1587)
- Domenico Belli (tạ thế 1627)
- Giulio Belli (k.1560– 1621 hoặc muộn hơn)
- Vincenzo Bellini (1801–1835), nổi tiếng qua vở opera Norma
- Pietro Paolo Bencini (k. 1670–1755)
- Cesare Bendinelli (k. 1542–1617)
- Marco I. Benevento (sinh 1978)
- Orazio Benevoli (1605–1672)
- Luciano Berio (1925–2003), đã sáng tác Sinfonia, Un re in ascolto, và Passaggio
- Ercole Bernabei (1622–1687)
- Stefano Bernardi (k.1577–1637)
- Marcello Bernardini (1730/40–k.1799)
- Andrea Bernasconi (k. 1706–1784)
- Antonio Bertali (1605–1669)
- Mario Bertoncini (1932–2019)
- Ferdinando Bertoni (1725–1813)
- Carlo Besozzi (1738–1791)
- Girolamo Besozzi (k. 1745/50–1788)
- Marco Betta (sinh 1964)
- Bruno Bettinelli (1913–2004)
- Francesco Bianchi (1752–1810), hoặc Giuseppe Francesco Bianchi
- Oscar Bianchi (sinh 1975), tác giả của Thanks to My Eyes
- Giancarlo Bigazzi (1940–2012)
- Umberto Bindi (1932–2002)
- Cesare Andrea Bixio (1896–1978)
- Felice Blangini (1781–1841)
- Luigi Boccherini (1743–1805)
- Andrea Bocelli (sinh 1958), đồng sáng tác bao gồm "Because We Believe" và "Perfect Symphony"
- Arrigo Boito (1842–1918), tên khai sinh Enrico Giuseppe Giovanni Boito
- Anna Bon (k.1739–sau 1767)
- Valerio Bona (k.1560–k.1620)
- Giacinto Bondioli (1596–1636)
- Fred Bongusto (1935–2019)
- Laura Bono (sinh 1979)
- Antonio Maria Bononcini (1677–1726)
- Giovanni Bononcini (1670–1747)
- Giovanni Maria Bononcini (1642–1678), cha của Giovanni và Antonio
- Francesco Antonio Bonporti (1672–1749)
- Pietro Borradori (sinh 1965)
- Costante Adolfo Bossi (1876–1953), người anh em với Marco Enrico Bossi
- Marco Enrico Bossi (1861–1925)
- Franciscus Bossinensis (h.đ. 1509–1511)
- Luigi Bottazzo (1845–1924)
- Cosimo Bottegari (1554–1620)
- Giovanni Bottesini (1821–1889)
- Giuseppe Antonio Brescianello (k. 1690–1758), hoặc Bressonelli
- Antonio Brioschi (h.đ. k. 1725–1750)
- Riccardo Broschi (k. 1698–1756)
- Antonio Brunelli (1577–1630)
- Gaetano Brunetti (1744–1798)
- Elisabetta Brusa (sinh 1954)
- Valentino Bucchi (1916–1976)
- Giovanni Battista Buonamente (k. 1595–1642)
- Paolo Buonvino (sinh 1970)
- Ferruccio Busoni (1866–1924)
- Sylvano Bussotti (1931–2021)

## C
- Francesca Caccini (1587–k. 1641), con gái của Giulio
- Giulio Caccini (1551–1618)
- Settimia Caccini (1591–k. 1638), con gái của Giulio
- Pasquale Cafaro (1715–1787)
- Antonio Caldara (1670–1736)
- Giuseppe Cambini (k.1746–k.1825)
- Bartolomeo Campagnoli (1751–1827)
- Fabio Campana (1819–1882)
- Bruno Canfora (1924-2017)
- Bruno Canino (sinh 1935)
- Enrico Cannio (1874–1949)
- Gemignano Capilupi (1573-1616)
- Vincenzo Capirola (1474–sau 1548)
- Filippo Capocci (1840–1911)
- Gaetano Capocci (1811–1898)
- Claudio Capponi (sinh 1959)
- Matteo Capranica (1708–k.1776)
- Giovanni Paolo Capriolo (k. 1580–k. 1627), hoặc Caprioli
- Marchetto Cara (k. 1470–k. 1525)
- Ezio Carabella (1891–1964)
- Michele Carafa (1787–1872)
- Matteo Carcassi (1792–1853)
- Salvatore Cardillo (1874–1947)
- Cristoforo Caresana (k.1640–1709)
- Giacomo Carissimi (1605–1674)
- Roberto Carnevale (sinh 1966)
- Renato Carosone (1920–2001)
- Fiorenzo Carpi (1918–1997)
- Ferdinando Carulli (1770–1841)
- Giuseppe "Pippo" Caruso (1935–2018)
- Claudio Casciolini (1697–1760)
- Alfredo Casella (1883–1947)
- Giulio Castagnoli (sinh 1958)
- Bellerofonte Castaldi (1580–1649)
- Dario Castello (k. 1590–k. 1658)
- Mario Castelnuovo-Tedesco (1895–1968)
- Niccolò Castiglioni (1932–1996)
- Pietro Castrucci (1679–1752)
- Leonello Casucci (1885–1975)
- Maddalena Casulana (k. 1544–k. 1590)
- Alfredo Catalani (1854–1893)
- Diomedes Cato (k. 1560/65–sau 1618)
- Emilio de' Cavalieri (1550–1602)
- Francesco Cavalli (1602–1676), tên khai sinh Pietro Francesco Caletti-Bruni
- Giuseppe Cavallo (tạ thế 1684)
- Girolamo Cavazzoni (k.1525–sau 1577)
- Marco Antonio Cavazzoni (k.1490–k.1560)
- Maurizio Cazzati (1616–1678)
- Carlo Cecere (1706–1761)
- Adriano Celentano (sinh 1938)
- Bonaventura Cerronio (h.đ. 1639)
- Sulpitia Cesis (1577-?)
- Antonio Cesti (1623–1669)
- Ippolito Chamaterò (cuối 1530s – sau 1592), cũng được biết đến như Chamatterò di Negri, Camaterò
- Fortunato Chelleri (1690–1757), hoặc Keller, Kelleri, Kellery, Cheler
- Luigi Cherubini (1760–1842)
- Giancarlo Chiaramello (sinh 1939)
- Piero Ciampi (1934–1980)
- Cesare Ciardi (1818–1877)
- Alessandro Cicognini (1906–1995)
- Antonio Cifra (k.1584–1629)
- Francesco Cilea (1866–1950)
- Giovanni Paolo Cima (k.1570–1622)
- Domenico Cimarosa (1749–1801)
- Roberto Ciotti (1953–2013)
- Stelvio Cipriani (1937–2018)
- Giovanni Battista Cirri (1724–1808)
- Aldo Clementi (1925–2011)
- Muzio Clementi (1752–1832)
- Carlo Coccia (1782–1873)
- Lelio Colista (1629–1680)
- Giuseppe Colombi (1635–1694)
- Giovanni Paolo Colonna (1637–1695)
- Nicola Conforto (1718–1793)
- Fabius Constable (sinh 1973)
- Paolo Conte (sinh 1937)
- Francesco Bartolomeo Conti (1681/82–1732)
- Ubaldo Continiello (1941–2014)
- Francesco Corbetta (k.1615–1681)
- Arcangelo Corelli (1653–1713)
- Azio Corghi (1937–2022)
- Gaetano Coronaro (1852–1908)
- Giuseppe Corsi da Celano (1631/32–1691), cũng được biết đến như Celani
- Francesco Corteccia (1502–1571)
- Chiara Margarita Cozzolani (1602–k.1676/78)
- Giovanni Croce (1557–1609)
- Toto Cutugno (sinh 1943)

## D
- Luca D'Alberto (sinh 1983)
- Lucio Dalla (1943–2012)
- Evaristo Felice Dall'Abaco (1675–1742)
- Girolamo Dalla Casa (tạ thế 1601), cũng được biết đến như Hieronymo de Udene
- Luigi Dallapiccola (1904–1975), nhà soạn nhạc đã viết nên Il prigioniero
- Marco Dall'Aquila (k. 1480–sau 1538)
- Domenico Dall'Oglio (k. 1700–1764)
- Joan Ambrosio Dalza (h.đ. 1508)
- Nino D'Angelo (sinh 1957)
- Pino Daniele (1955–2015)
- Giovanni D'Anzi (1906–1974)
- Padre Davide da Bergamo (1791–1863), tên khai sinh Felice Moretti
- Cecilia Dazzi (sinh 1969)
- Fabrizio De André (1940–1999)
- Guido De Angelis (sinh 1944)
- Maurizio De Angelis (sinh 1947), người anh em với Guido
- Anthony de Countie (tạ thế 1579)
- Ernesto De Curtis (1875–1937)
- Francesco de Layolle (or dell'Aiolle) (1492–k. 1540)
- Riccardo Del Turco (sinh 1939)
- Fernando De Luca (sinh 1961)
- Francesco De Masi (1930–2005)
- Fabrizio Dentice (k. 1539 – k. 1581)
- Luigi Dentice (k. 1510–1566)
- Scipione Dentice (1560–1633), cháu trai của Luigi, cháu trai của Fabrizio
- Luigi Denza (1846–1922), nhà soạn nhạc bài hát Neapolitan Funiculì, Funiculà
- Manuel De Peppe (sinh 1970)
- Manuel De Sica (1949–2014)
- Christian De Walden (sinh 1946)
- Eduardo Di Capua (1865–1917)
- Girolamo Diruta (k. 1554–sau 1610)
- Salvatore Di Vittorio (sinh 1967)
- Pino Donaggio (sinh 1941)
- Baldassare Donato (1525/30–1603), cũng được biết đến như Donati
- Donato da Cascia (h.đ. k. 1350–1370)
- Franco Donatoni (1927–2000)
- Stefano Donaudy (1879–1925)
- Carlo Donida (1920–1998)
- Gaetano Donizetti (1797–1848), nhà soạn nhạc opera, được biết đến qua tác phẩm Lucia di Lammermoor và L'elisir d'amore trong số các tác phẩm của mình
- Paolo Dossena (sinh 1942)
- Antonio Draghi (k. 1634–1700)
- Giovanni Battista Draghi (k. 1640–1708), không phải cái tên sau này được gọi là Pergolesi
- Domenico Dragonetti (1763–1846)
- Egidio Duni (1708–1775)
- Francesco Durante (1684–1755)

## E
- Ludovico Einaudi (sinh 1955)
- Sergio Endrigo (1933–2005)
- Michele Esposito (1855–1929)
- Franco Evangelisti (1926–1980)

## F
- Franco Faccio (1840–1891)
- Giacomo Facco (1676–1753)
- Michelangelo Faggioli (1666–1733)
- Nicola Fago (1677–1745)
- Mirko Fait (sinh 1965)
- Michele de Falco (k. 1688 – sau 1732)
- Andrea Falconieri (1585/86–1656), cũng được biết đến như Falconiero
- Michelangelo Falvetti (1642–1692)
- Guido Alberto Fano (1875–1961)
- Carlo Farina (k. 1600–1639)
- Giuseppe Farinelli (1769–1836), tên khai sinh Giuseppe Francesco Finco
- Giovanni Battista Fasolo (k. 1598 – sau 1664)
- Alfio Fazio (sinh 1959)
- Ivan Fedele (sinh 1953)
- Fedele Fenaroli (1730–1818)
- Francesco Feo (1691–1761)
- Giuseppe Ferlendis (1755–1810)
- Alfonso Ferrabosco the elder (1543–1588)
- Domenico Ferrabosco (1513–1574)
- Giovanni Battista Ferrandini (k. 1710–1791)
- Benedetto Ferrari (k. 1603–1681)
- Domenico Ferrari (1722–1780)
- Lorenzo Ferrero (sinh 1951)
- Gianni Ferrio (1924–2013)
- Costanzo Festa (k. 1485/90–1545)
- Sebastiano Festa (k. 1490/95–1524)
- Nico Fidenco (sinh 1933), cũng được biết đến như Domenico Colarossi
- Francesco Filidei (sinh 1973)
- Gino Filippini (1900–1962)
- Giacomo Finetti (?–1630)
- Aldo Finzi (1897–1945)
- Valentino Fioravanti (1764–1837)
- Nicola Fiorenza (sau 1700 –1764)
- Ignazio Fiorillo (1715–1787)
- Pietro Floridia (1860–1932)
- Francesco Florimo (1800–1888)
- Antonio Florio (sinh 1956)
- Francesco Foggia (1603–1688)
- Giacomo Fogliano (1468–1548)
- Giovanni Battista Fontana (k. 1580/89–k. 1630)
- Jimmy Fontana (1934–2013), tên khai sinh Enrico Sbriccoli
- Alfonso Fontanelli (1557–1622)
- Zucchero Fornaciari (sinh 1955)
- Alberto Fortis (sinh 1955)
- Giovanni Paolo Foscarini (k. 1600– sau 1649)
- Ivano Fossati (sinh 1951)
- Armando Fragna (1898–1972)
- Petronio Franceschini (1651–1680)
- Francesco Canova da Milano (1497–1543)
- Luca Francesconi (sinh 1956)
- Alberto Franchetti (1860–1942)
- Massimiliano Frani (sinh 1967)
- Vito Frazzi (1888–1975)
- Girolamo Frescobaldi (1583–1643), nghệ sĩ organ tại Nhà thờ St. Peter's Basilica và nhà soạn nhạc keyboard có ảnh hưởng rộng rãi
- Fabio Frizzi (sinh 1951)
- Francesco Paolo Frontini (1860–1939)
- Martino Frontini (1827–1909)
- Adolfo Fumagalli (1828–1856), một trong số anh em các nhà soạn nhạc
- Disma Fumagalli (1826–1893), một trong số anh em các nhà soạn nhạc
- Luca Fumagalli (1837–1908), một trong số anh em các nhà soạn nhạc
- Polibio Fumagalli (1830–1900), một trong số anh em các nhà soạn nhạc
- Giovanni Fusco (1906–1968)

## G
- Michele Gabellone (1692–1740), hoặc Cabalone, v.v...
- Andrea Gabrieli (k.1533–1585), chú của Giovanni
- Giovanni Gabrieli (1557–1612), nhà soạn nhạc và nghệ sĩ organ
- Domenico Gabrielli (1651–1690)
- Franchinus Gaffurius (1451–1522), hoặc Franchino Gaffurio
- Marco da Gagliano (1582–1643)
- Michelagnolo Galilei (1575–1631), người anh em với Galileo
- Vincenzo Galilei (k. 1520–1591), cha của Galileo
- Domenico Gallo (1730–k. 1768)
- Baldassare Galuppi (1706–1785)
- Giuseppe Garibaldi (1819–1908), một cái tên thời còn trẻ của nhà sáng lập của Ý
- Giuseppe Gariboldi (1833–1905)
- Carlo Giorgio Garofalo (1886–1962)
- Giorgio Gaslini (1929–2014)
- Francesco Gasparini (1661–1727)
- Quirino Gasparini (1721–1778)
- Giovanni Giacomo Gastoldi (k. 1554–1609)
- Luigi Gatti (1740–1817)
- Roberto Gatto (sinh 1958)
- Vittorio Gelmetti (1926–1992)
- Francesco Geminiani (1687–1762)
- Pietro Generali (1773–1832)
- Ignazio Gerusalemme (1707–1769)
- Carlo Gesualdo (1566–1613), người theo chủ nghĩa điên cuồng màu sắc, nhà quý tộc, kẻ giết người
- Giorgio Ghedini (1892–1965)
- Gherardello da Firenze (k. 1320/25 – 1362/63)
- Giuseppe Gherardeschi (1759–1815)
- Benedetto Ghiglia (1921–2012)
- Giovanni Ghizzolo (k. 1580–k. 1625)
- Geminiano Giacomelli (1692–1740)
- Antonio Giannettini (1648–1721)
- Jacopo Gianninoto (sinh 1973)
- Felice Giardini (1716–1796)
- Remo Giazotto (1910–1998)
- Marcello Giombini (1928–2003)
- Carmine Giordani (k. 1685–1758)
- Giuseppe Giordani (1751–1798)
- Tommaso Giordani (k. 1730–1806)
- Umberto Giordano (1867–1948)
- Giovanni Giorgi (k. 1700–1762)
- Giovanni da Cascia (thế kỷ thứ 14)
- Pietro Antonio Giramo (h.đ. 1619–k. 1630)
- Mauro Giuliani (1781–1829), nghệ sĩ guitar và nhà soạn nhạc điêu luyện
- Simone Giuliani (sinh 1973)
- Goblin (ban nhạc, khánh thành 1972), tên trước đây là Oliver và Cherry Five
- Franco Godi (sinh 1940)
- Roberto Goitre (1927–1980)
- Lallo Gori (1927–1982)
- Sandro Gorli (sinh 1948)
- Enzo Gragnaniello (sinh 1954)
- Giovanni Battista Granata (1620/21–1687)
- Alessandro Grandi (1586–1630)
- Gaetano Greco (k.1657–k.1728)
- Lucio Gregoretti (sinh 1961)
- Giovanni Lorenzo Gregori (1663–1745)
- Giovanni Battista Grillo (cuối thế kỷ thứ 16–1622)
- Niccolò Grillo (h.đ. 1720s)
- Carlo Grossi (k. 1634–1688)
- Gioseffo Guami (1542–1611)
- Emilia Gubitosi (1887–1972)
- Andrea Guerra (sinh 1961)
- Pietro Alessandro Guglielmi (1728–1804)
- Cesario Gussago (h.đ. 1599–1612)

## H
- Hoste da Reggio (k. 1520–1569), còn được biết đến là L'Hoste, L'Osto, Oste, Bartolomeo Torresano

## I
- Sigismondo d'India (k. 1582–1629)
- Marc'Antonio Ingegneri (k. 1535/36–1592)
- Carlo Innocenzi (1899–1962)
- Giacomo Insanguine (1728–1793)
- Paolo Isnardi (k. 1536–1596)
- Ivan Iusco (sinh 1970)

## J
- Giuseppe Maria Jacchini (1667–1727)
- Jacopo da Bologna (h.đ. 1340 – k. 1386)
- Enzo Jannacci (1935–2013)
- Giuseppe Jannacconi (1740–1816)
- Niccolò Jommelli (1714–1774)

## K
- Giovanni Girolamo Kapsperger (k. 1580–1651), còn được biết đến là Johann(es) Hieronymus Kapsberger hoặc Giovanni Geronimo Kapsperger
- Ernesto Köhler (1849–1907)
- Gorni Kramer (1913–1995)

## L
- Giovanni Battista Lampugnani (k. 1708–1786)
- Stefano Landi (k. 1586–1639)
- Francesco Landini (k. 1325/35–1397), còn được biết đến là Landino, degli Organi, il Cieco, hoặc da Firenze
- Salvatore Lanzetti (k. 1710–k. 1780)
- Gaetano Latilla (1711–1788)
- Felice Lattuada (1882–1962)
- Bruno Lauzi (1937–2006)
- Angelo Francesco Lavagnino (1909–1987)
- Luigi Legnani (1790–1877)
- Giovanni Legrenzi (1626–1690)
- Stefano Lentini (sinh 1974)
- Leonardo Leo (1694–1744)
- Isabella Leonarda (1620–1704)
- Ruggiero Leoncavallo (1858–1919), nhà soạn nhạc của vở opera bi kịch, Pagliacci
- Leone Leoni (k. 1560–1627)
- Giuseppe Liberto (sinh 1943)
- Francesco Libetta (sinh 1968)
- Alphonsus Maria de' Liguori (1696–1787), giám mục, thánh thiên chúa, nhà soạn nhạc của Tu scendi dalle stelle
- Giuseppe Lillo (1814–1863)
- Roberto Livraghi (sinh 1937)
- Mimmo Locasciulli (sinh 1949)
- Pietro Locatelli (1695–1764)
- Nicola Bonifacio Logroscino (1698–k. 1765)
- Antonio Lolli (k. 1725–1802)
- Carlo Ambrogio Lonati (k. 1645–k. 1712), hoặc Lunati
- Alessandro Longo (1864–1945)
- Paolo Lorenzani (1640–1713)
- Lorenzo da Firenze (d. 1372/73)
- Antonio Lotti (1667–1740)
- Andrea Lo Vecchio (1942–2021)
- Andrea Luchesi (1741–1801)
- Giovanni Lorenzo Lulier (k. 1662–1700), biệt danh Giovannino del Violone (John nhỏ bé của cây vĩ cầm)
- Jean-Baptiste Lully (1632–1687), tên khai sinh Giovanni Battista Lulli
- Filippo de Lurano (k. 1475–sau 1520), còn được biết đến là Luprano, Lorano
- Luzzasco Luzzaschi (k. 1545–1607)

## M
- Teodulo Mabellini (1817–1897)
- Bruno Maderna (1920–1973), nhà soạn nhạc của Satyricon (opera)
- Enrico Mainardi (1897–1976)
- Giorgio Mainerio (k.1530/40–1582)
- Stefano Mainetti (sinh 1957)
- Gian Francesco de Majo (1732–1770)
- Giuseppe de Majo (1697–1771)
- Maurizio Malagnini (sinh k.1984)
- Enzo Malepasso (1954–2009)
- Gian Francesco Malipiero (1882–1973)
- Riccardo Malipiero (1914–2003)
- Cristofano Malvezzi (1547–1599)
- Luigi Mancinelli (1848–1921)
- Francesco Mancini (1672–1737)
- Francesco Manelli (k. 1595–1667)
- Francesco Manfredini (1684–1762)
- Vincenzo Manfredini (1737–1799)
- Nicola Antonio Manfroce (1791–1813)
- Giuseppe Mango (1954–2014)
- Gennaro Manna (1715–1779)
- Carlo Mannelli (1640–1697)
- Franco Mannino (1924–2005)
- Alessandro Marcello (1669–1747), nhà soạn nhạc của bản Concerto nổi tiếng cho kèn Oboe cung Rê thứ
- Benedetto Marcello (1686–1739), người anh em với Alessandro
- Fermo Dante Marchetti (1876–1940)
- Gianni Marchetti (1933–2012)
- Lele Marchitelli (sinh 1955)
- Rita Marcotulli (sinh 1959)
- Luca Marenzio (k. 1553–1599), nhà soạn nhạc của khoảng 500 các bài madrigal
- Dario Marianelli (sinh 1963)
- Detto Mariano (1937–2020)
- Marco Marinangeli (sinh 1965)
- Biagio Marini (1594–1663)
- Gino Marinuzzi (1882–1945)
- E. A. Mario (1884–1961), tên khai sinh Giovanni Gaeta
- Giulio Cesare Martinengo (k. 1564/68–1613)
- Giovanni Battista Martini (1706–1784)
- Giuseppe Martucci (1856–1909)
- Pietro Mascagni (1863–1945), nhà soạn nhạc opera, được biết đến với tác phẩm Cavalleria rusticana
- Michele Mascitti (1664–1760)
- Tiburtio Massaino (trước 1550–sau 1608), hoặc Massaini và Tiburzio
- Pino Massara (1931–2013)
- Domenico Massenzio (1586–1657)
- Tito Mattei (1839–1914)
- Nicola Matteis (h.đ. k. 1670–sau 1714), hoặc Matheis
- Matteo da Perugia (h.đ. 1400–1416)
- Claudio Mattone (sinh 1943)
- Ascanio Mayone (k. 1565–1627)
- Gianni Mazza (sinh 1944)
- Domenico Mazzocchi (1592–1665)
- Virgilio Mazzocchi (1597–1646), người anh em với Domenico
- Antonio Maria Mazzoni (1717–1785)
- Giovanni Mazzuoli (k. 1360–1426)
- Alessandro Melani (1639–1703)
- Gian Carlo Menotti (1911–2007)
- Saverio Mercadante (1795–1870)
- Tarquinio Merula (1595–1665)
- Claudio Merulo (1533–1604)
- Franco Micalizzi (sinh 1939)
- Giorgio Miceli (1836–1895)
- Amedeo Minghi (sinh 1947)
- Ambrogio Minoja (1752–1825)
- Domenico Modugno (1928–1994)
- Simone Molinaro (k. 1565–1615)
- Francesco Molino (1775–1847), cũng được biết đến như François Molino
- David Monacchi (sinh 1970)
- Antonio Montanari (1676–1737)
- Claudio Monteverdi (1567–1643), nổi tiếng nhất với vở opera tiên phong của mình Orfeo
- Gaetano Monti (k. 1750– k. 1816)
- Vittorio Monti (1868–1922)
- Carlo Ignazio Monza (k. 1680–1739)
- Giovanni Morandi (1777–1856)
- Guido Morini (sinh 1959)
- Francesco Morlacchi (1784–1841)
- Luigi Morleo (sinh 1970)
- Giorgio Moroder (sinh 1940), nhạc sĩ nhạc pop với ba giải Oscar và bốn giải Academy Award
- Andrea Morricone (sinh 1964), nhà soạn nhạc phim, con trai của Ennio
- Ennio Morricone (1928–2020), nhà soạn nhạc phim xuất sắc với hai giải Academy Award và bốn giải Grammy
- Virgilio Mortari (1902–1993)
- Luigi Mosca (1775–1824)
- Giovanni Mossi (k. 1680?–1742)
- Emilio Munda (sinh 1982)

## N
- Giovanni Bernardino Nanino (k. 1560–1623)
- Giovanni Maria Nanino (1543/44–1607), hoặc Nanini
- Gianna Nannini (sinh 1954)
- Filiberto Nantermi (Filiberto Lantelmi) (ca. 1520 – 1605)
- Pietro Nardini (1722–1793)
- Mario Nascimbene (1913–2002)
- Mariella Nava (sinh 1960)
- Marcantonio Negri (?–1624)
- Giovanni Cesare Netti (1649–1686)
- Niccolò da Perugia (cuối thế kỷ thứ 14)
- Bruno Nicolai (1926–1991)
- Giuseppe Nicolini (1762–1842)
- Piero Niro (sinh 1957)
- Giovanni Domenico da Nola (k. 1510/20–1592), cũng được biết đến như Nolla
- Luigi Nono (1924–1990)
- Michele Novaro (1818–1885), người đã sáng tác quốc ca của Cộng hòa Ý hiện tại
- Emanuele Nutile (1862–1932)

## O
- Nino Oliviero (1918–1980)
- Giacomo Orefice (1865–1922)
- Ferdinando Orlandi (1774–1848)
- Nora Orlandi (sinh 1933)
- Alessandro Orologio (1550–1633)
- Riz Ortolani (1926–2014)

## P
- Antonio Maria Pacchioni (1654–1738)
- Giorgio Pacchioni (sinh 1947)
- Daniele Pace (1935–1985)
- Roy Paci (sinh 1969)
- Pacifico (sinh 1964), nghệ danh của Luigi De Crescenzo
- Giovanni Pacini (1796–1867)
- Annibale Padovano (1527–1575)
- Ferdinando Paer (1771–1839)
- Niccolò Paganini (1782–1840), nghệ sĩ violon và nhà soạn nhạc tài năng, đã viết 24 Caprices cho violin
- Giovanni Paisiello (1740–1816)
- Giovanni Pierluigi da Palestrina (k.1525–1594), Bậc thầy thời Phục hưng của âm nhạc nhà thờ đa âm polyphonic
- Benedetto Pallavicino (k.1551–1601)
- Antonio Pampani (k. 1705–1775)
- Giovanni Antonio Pandolfi [Mealli] (1624–k.1687)
- Paolo Pandolfo (sinh 1964)
- Gino Paoli (sinh 1934)
- Paolo da Firenze (k.1355–k.1436)
- Girolamo Parabosco (k. 1524–1557)
- Pietro Domenico Paradisi (1707–1791)
- Susanna Parigi (sinh 1961)
- Antonio Pasculli (1842–1924)
- Bernardo Pasquini (1637–1710)
- Giovanni Pasta (1604 – 1664)
- Carlo Pedini (sinh 1956)
- Teodorico Pedrini (1671–1746)
- Arrigo Pedrollo (1878–1964)
- Carlo Pedrotti (1817–1893)
- Danilo Pennone (sinh 1963)
- Peppino di Capri (sinh 1939), tên khai sinh Giuseppe Faiella
- Davide Perez (1711–1778)
- Giovanni Battista Pergolesi (1710–1736), tên khai sinh Giovanni Battista Draghi
- Achille Peri (1812–1880)
- Jacopo Peri (1561–1633), nhà soạn nhạc của vở opera đầu tiên (Dafne) và vở opera đầu tiên còn sót lại (Euridice)
- Lorenzo Perosi (1872–1956)
- Marziano Perosi (1875–1959), người anh em với Lorenzo
- Giacomo Antonio Perti (1661–1756)
- Maria Xaveria Perucona (k. 1652–sau 1709), hoặc Parruccona
- Giovanni Battista Pescetti (k.1704–1766)
- Michele Pesenti (k.1470–sau 1524)
- Alberto Pestalozza (1851–1934)
- Goffredo Petrassi (1904–2003)
- Giuseppe Petrini
- Pietro Pettoletti (k. 1795–k. 1870)
- Max Pezzali (sinh 1967)
- Riccardo Piacentini (sinh 1958)
- Carlo Alfredo Piatti (1822–1901)
- Giovanni Picchi (1571/72–1643)
- Alessandro Piccinini (1566–k. 1638)
- Niccolò Piccinni (1728–1800)
- Piero Piccioni (1921–2004)
- Riccardo Pick-Mangiagalli (1882–1949)
- Maestro Piero (trước 1300–k. 1350)
- Franco Piersanti (sinh 1950)
- Giuseppe Pietri (1886–1946)
- Giusto Pio (1926–2017)
- Nicola Piovani (sinh 1946)
- Bernardo Pisano (1490–1548)
- Berto Pisano (1928–2002)
- Franco Pisano (1922–1977), người anh em với Berto
- Maurizio Pisati (sinh 1959)
- Giuseppe Ottavio Pitoni (1657–1743)
- Ildebrando Pizzetti (1880–1968), nhà soạn nhạc opera được biết tới nhiều nhất qua tác phẩm Assassinio nella cattedrale
- Emilio Pizzi (1861–1940)
- Pietro Platania (1828–1907)
- Giovanni Benedetto Platti (k.1697–1763)
- Gianfranco Plenizio (1941–2017)
- Alessandro Poglietti (đầu thế kỷ thứ 17–1683)
- Pier Paolo Polcari (sinh 1969)
- Amilcare Ponchielli (1834–1886), Nhà soạn nhạc opera lãng mạn được biết đến với tác phẩm La Gioconda
- Nicola Porpora (1686–1768), nhà soạn nhạc opera Baroque
- Giuseppe Porsile (1680–1750)
- Costanzo Porta (1528/29–1601)
- Giovanni Porta (k. 1675–1755)
- Gasparo Pratoneri (h.đ. 1556/59), biệt danh Spirito da Reggio
- Luca Antonio Predieri (1688–1767)
- Roberto Pregadio (1928–2010)
- Paola Prestini (sinh 1975)
- Giovanni Priuli (k. 1575–1626)
- Marieta Morosina Priuli (h.đ. 1665)
- Roberto Procaccini (sinh 1971)
- Teresa Procaccini (sinh 1934)
- Ignazio Prota (1690–1748)
- Francesco Provenzale (1624–1704)
- Oscar Prudente (sinh 1944)
- Domenico Puccini (1772–1815), cháu trai và ông nội của nhà soạn nhạc Giacomo Puccini (lớn tuổi hơn)
- Giacomo Puccini (1858–1924), nhà soạn nhạc opera lãng mạn quá cố (La bohème, Tosca, Turandot, Madama Butterfly)
- Jacopo Puccini (1712–1781), ông cố của nhà soạn nhạc opera cùng tên
- Gaetano Pugnani (1731–1798)

## Q
- Paolo Quagliati (k. 1555–1628)
- Lucia Quinciani (k. 1566, h.đ. 1611)

## R
- Pietro Raimondi (1786–1853)
- Giacomo Rampini (1680–1760), và cháu trai cùng tên (d. 1811)
- Matteo Rampollini (1497–1553)
- Virgilio Ranzato (1883–1937)
- Renato Rascel (1912–1991)
- Oreste Ravanello (1871–1938)
- Gino Redi (1908–1962), tên khai sinh Luigi Pulci, cũng đóng góp thực hiện nên P.G. Redi
- Licinio Refice (1883–1954)
- Tony Renis (sinh 1938), tên khai sinh Elio Cesari
- Paolo Renosto (1935–1988)
- Elsa Respighi (1894–1996), tên khai sinh Elsa Olivieri-Sangiacomo, phu nhân của Ottorino
- Ottorino Respighi (1879–1936), được biết đến với những bài thơ giao hưởng của mình The Fountains of Rome vầ The Pines of Rome
- Gian Franco Reverberi (sinh 1934)
- Gian Piero Reverberi (sinh 1939), người anh em với Gian Franco
- Giovanni Battista Riccio (cuối thế kỷ thứ 16–sau 1621), cũng được biết đến qua tên gọi Giambattista Riccio
- Vittorio Rieti (1898–1994), tác giả của Barabau
- Giovanni Antonio Rigatti (k. 1613–1648)
- Rinaldo di Capua (k.1705–k.1780)
- Giovanni Alberto Ristori (1692–1753)
- Andrea Rocca (sinh 1969)
- Rocco Rodio (k.1535–sau 1615)
- Francesco Rognoni (cuối thế kỷ thứ 16–sau 1626), con trai của Riccardo
- Riccardo Rognoni (k.1550–trước 1620), hoặc Richardo Rogniono
- Alessandro Rolla (1757–1841)
- Antonio Rolla (1798–1837), tên khai sinh Giuseppe Antonio Rolla, con trai của Alessandro
- Fausto Romitelli (1963–2004)
- Lucia Ronchetti (sinh 1963)
- Stefano Ronchetti-Monteviti (1814–1882)
- Renzo Rossellini (1908–1982)
- Camilla de Rossi (h.đ. 1707–1710)
- Luigi Rossi (k.1597–1653)
- Michelangelo Rossi (1601/02–1656)
- Salamone Rossi (k.1570–1630)
- Gioachino Rossini (1792–1868), được biết đến nhiều nhất qua tác phẩm The Barber of Seville và phần overture mở đầu cho các vở opera khác như William Tell
- Nino Rota (1911–1979)
- Giovanni Rovetta (1596–1668)
- Francesco Rovigo (1540/41–1597)
- Ernesto Rubin de Cervin (1936–2013)
- Bonaventura Rubino (k.1600–1668)
- Vincenzo Ruffo (k.1508–1587)
- Claudia Rusca (1593–1676)
- Giacomo Rust (1741–1786), hoặc Rusti
- Paolo Rustichelli (sinh 1953)
- Giovanni Marco Rutini (1723–1797)

## S
- Victor de Sabata (1892–1967)
- Nicola Sabatino (1705–1796)
- Nicola Sabini (k. 1675 – 1705)
- Antonio Sabino (1591–1650)
- Francesco Sabino (1620–?)
- Giovanni Maria Sabino (1588–1649)
- Antonio Sacchini (1730–1786)
- Nicola Sala (1713–1801)
- Antonio Salieri (1750–1825)
- Giovanni Salvatore (k.1620–k.1688)
- Giovanni Battista Sammartini (k.1700–1775)
- Giuseppe Sammartini (1695–1750)
- Giovanni Felice Sances (k. 1600–1679), còn được biết đến qua tên gọi Sancies, Sanci, Sanes, Sanchez
- Antonia Sarcina (sinh 1963)
- Domenico Sarro (1679–1744)
- Giuseppe Sarti (1729–1802)
- Francesco Sartori (sinh 1957)
- Antonio Sartorio (1630–1680)
- Carlo Savina (1919–2002)
- Virgilio Savona (1919–2009)
- Rosario Scalero (1870–1954), hoặc Natale Rosario Scalero
- Antonio Scandello (1517–1580)
- Alessandro Scarlatti (1660–1725), cha của Pietro và Domenico, người anh em với Francesco, chú hoặc ông chú của Giuseppe
- Domenico Scarlatti (1685–1757), ảnh hưởng đến sự phát triển của phong cách Cổ điển
- Francesco Scarlatti (1666–k. 1741)
- Giuseppe Scarlatti (1718/23–1777)
- Pietro Filippo Scarlatti (1679–1750)
- Giacinto Scelsi (1905–1988)
- Salvatore Sciarrino (sinh 1947)
- Flavio Emilio Scogna (sinh 1956)
- Giulio Segni (1498–1561), hoặc Julio Segni hoặc Julio da Modena
- Nello Segurini (1910–1988)
- Giuseppe Sellitti (1700–1777), hoặc Sellitto
- Kristian Sensini (sinh 1976)
- Renato Serio (sinh 1946)
- Paolo Serrao (1830–1907)
- Claudia Sessa (k. 1570–k. 1617/19)
- Giovanni Sgambati (1841–1914)
- Louis Siciliano (sinh 1975), hoặc là ALUEI
- Carlo Siliotto (sinh 1950)
- Achille Simonetti (1857–1928), nghệ sĩ vĩ cầm và nhà soạn nhạc
- Claudio Simonetti (sinh 1952)
- Enrico Simonetti (1924–1978), cha của Claudio
- Leone Sinigaglia (1868–1944)
- Giuseppe Sinopoli (1946–2001)
- Maddalena Laura Sirmen (1745–1818), tên khai sinh Maddalena Laura Lombardini
- Camillo Sivori (1815–1894), hoặc Ernesto Camillo Sivori
- Umberto Smaila (sinh 1950)
- Roberto Soffici (sinh 1946)
- Giovanni Sollima (sinh 1962)
- Giovanni Battista Somis (1686–1763), nghệ sĩ vĩ cầm và nhà soạn nhạc, anh trai của Lorenzo
- Francesco Soriano (1548/49–1621)
- Vincenzo Spampinato (sinh 1953)
- Francesco Spinacino (h.đ. 1507)
- Gaspare Spontini (1774–1851)
- Annibale Stabile (k.1535–1595), Nhà soạn nhạc trường phái La Mã, đồ đệ của Palestrina
- Agostino Steffani (1653–1728)
- Scipione Stella (1558/59–1622)
- Bernardo Storace (h.đ. 1664)
- Alessandro Stradella (1639–1682)
- Feliciano Strepponi (1797–1832), nhà soạn nhạc opera, cha của Giuseppina Strepponi
- Alessandro Striggio (k. 1536/37–1592)
- Marco Stroppa (sinh 1959)
- Barbara Strozzi (1619–1677)

## T
- Giuseppe Palazzotto Tagliavia (1583 – trước 1653)
- Giuseppe Tartini (1692–1770), nổi tiếng với bản Bản Sonata Trill của Quỷ
- Pierantonio Tasca (1858–1934)
- Giuliano Taviani (sinh 1969)
- Giovanni Tebaldini (1864–1952)
- Vince Tempera (sinh 1946)
- Luigi Tenco (1938–1967)
- Carlo Tessarini (1690–1766)
- Giovanni Angelo Testagrossa (1470–1530)
- Camillo Togni (1922–1993)
- Luigi Tomasini (1741–1808)
- Andrea Tonoli (sinh 1991)
- Giuseppe Torelli (1658–1709)
- Pietro Torri (k. 1650–1737)
- Giuseppe Felice Tosi (1619–1693)
- Pier Francesco Tosi (1653/54–1732)
- Paolo Tosti (1846–1916)
- Antonio Tozzi (1736–1812)
- Umberto Tozzi (sinh 1952)
- Giovanni Maria Trabaci (k. 1575–1647)
- Tommaso Traetta (1727–1779)
- Giuseppe Tricarico (1623–1697)
- Giacomo Tritto (1733–1824)
- Bartolomeo Tromboncino (k. 1470 – k. 1535), nghệ sĩ kèn trombone, người sáng tác các bản Frottola, kẻ giết người
- Armando Trovajoli (1917–2013)
- Gerardina Trovato (sinh 1967)
- Francesco Turini (k. 1595–1656)

## U
- Marco Uccellini (1603/10–1680)
- Vincenzo Ugolini (k. 1580–1638)
- Piero Umiliani (1926–2001)
- Francesco Antonio Urio (1631/32–k. 1719)
- Gennaro Ursino (1650–1715)
- Francesco Usper (or Sponga) (1561–1641)
- Teo Usuelli (1920–2009)
- Francesco Uttini (1723–1795)

## V
- Nicola Vaccai (1790–1848), also Vaccaj
- Antonio Valente (h.đ. 1565–80)
- Giovanni Valentini (k. 1582–1649)
- Giovanni Valentini (k. 1750–1804)
- Giuseppe Valentini (1681–1753)
- Celso Valli (sinh 1950)
- Francesco Antonio Vallotti (1697–1780)
- Ivan Vandor (1932–2020)
- Orazio Vecchi (1550–1605)
- Gaetano Veneziano (1665–1716)
- Antonio Veracini (1659–1733)
- Francesco Maria Veracini (1690–1768)
- Giuseppe Verdi (1813–1901), nhà soạn nhạc opera nổi tiếng nhất qua các tác phẩm Rigoletto, Nabucco, Aida và La traviata
- Lodovico Grossi da Viadana (k. 1560–1627)
- Edoardo Vianello (sinh 1938)
- Nicola Vicentino (1511–1575/76)
- Vincenzo da Rimini (thế kỷ thứ 14)
- Leonardo Vinci (1690–1730)
- Francesco dalla Viola (tạ thế 1568)
- Giovanni Viotti (1755–1824), Giáo viên vĩ cầm thời cổ điển, người có âm nhạc sau này được Brahms ca ngợi
- Carlo Virzì (Bản mẫu:Born-in 1972)
- Giovanni Battista Vitali (1632–1692)
- Tomaso Antonio Vitali (1663–1745)
- Franco Vittadini (1884–1948)
- Antonio Vivaldi (1678–1741), đã viết hơn 600 bản hòa tấu, trong đó có bản Giao hưởng bốn mùa
- Giovanni Buonaventura Viviani (1638–k. 1693)
- Lucrezia Orsina Vizzana (1590–1662)
- Roman Vlad (1919–2013), Nhà soạn nhạc, nghệ sĩ dương cầm và nhà âm nhạc học người Ý gốc Romania

## W
- Ermanno Wolf-Ferrari (1876–1948)

## Y
- Pietro Yon (1886–1943)

## Z
- Antonio Zacara da Teramo (1350/60 – 1413/16)
- Lodovico Zacconi (1555–1627)
- Nicolaus Zacharie (k. 1400–1466)
- Mario Zafred (1922–1987)
- Giovanni Zamboni (k. 1664–k. 1721)
- Bruno Zambrini (sinh 1935)
- Aidan Zammit (sinh 1965)
- Riccardo Zandonai (1883–1944)
- Gasparo Zanetti (k. 1600–1660)
- Andrea Zani (1696–1757)
- Uberto Zanolli (1917–1994)
- Gioseffo Zarlino (1517–1590)
- Lorenzo Zavateri (1690–1764)
- Marc'Antonio Ziani (k. 1653–1715)
- Pietro Andrea Ziani (1616–1684)
- Niccolò Antonio Zingarelli (1752–1837)
- Domenico Zipoli (1688–1726)
- Matteo Zocarini (h.đ. 1740)
- Carlo Zuccari (1703–1792)
- Diego Zucchinetti (thế kỷ thứ 18)